# Kvadráns

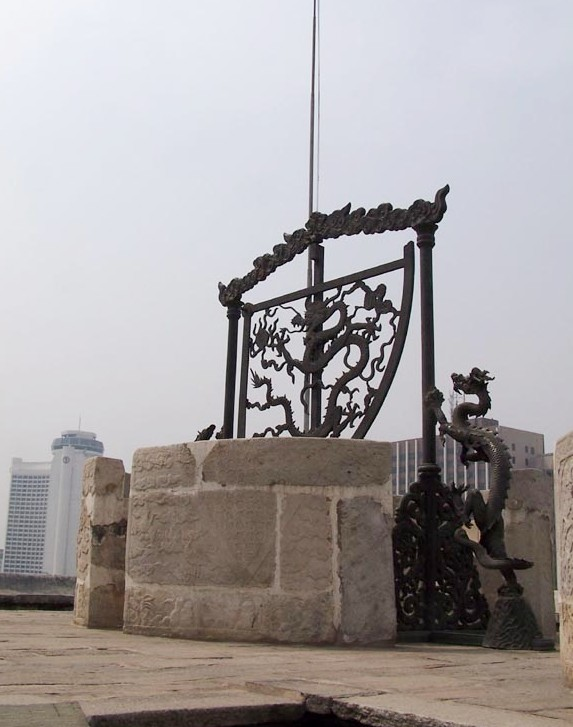
A pekingi obszervatórium kvadránsa 1673-ból

A kvadráns a csillagok látszólagos magasságának meghatározására főleg a távcső feltalálása előtt használt, szögmérő műszer – voltaképpen egy függőleges tengely köré rajzolt nagy szögmérő. Nevét onnan kapta, hogy egy negyed kört fogott át: egyik szára vízszintes volt, a másik pedig függőleges. A két szár metszéspontjától (a kör középpontjától) állítható sín vezetett a szögmérő fokokra osztott pereméig, ahonnan az irányt nézni kellett. Az ókori görögök a mért égitest beirányzására dioptrának nevezett irányzókat alkalmaztak. Az i. e. 2. században élt Hipparkhosz kvadránssal végzett méréseit összefoglaló csillagkatalógusában az átlagos mérési hiba körülbelül 1° volt.
A műszer első, részletes ismertetése Klaudiosz Ptolemaiosz nagy művében, a híres arab fordítás címe alapján gyakran Almagesztnek nevezett Mathématiké szüntaxiszban maradt ránk; ugyanitt írja le kora egyéb csillagászati műszereit: a meridián-gyűrűt, a gnómont (árnyékvető pálcát) és az armilláris szférát (gyűrűstekét) is.
A hordozható kvadránsokat az arab csillagászok a valódi (napóra szerinti) idő meghatározásának pontosítására jelentősen tökéletesítették. Az antik világ és a középkori muszlim csillagászok műszereinek többsége aránylag kicsi, kézben tartható és hordozható eszköz volt, a kvadránst is ilyenné alakították. Ezzel a gyakorlattal a 15. század tájékán szakítottak: a műszer beosztást hordozó köríveit több tucat méteresre növelték, és így mintegy fél fokra javították a mérés pontosságát. Timur Lenk unokája, Ulugbek 1428-29-ben épített, háromszintes szamarkandi csillagvizsgálójában 40 m átmérőjű kvadránst használt, amivel kb. 10 ívpercre csökkentette a mérés hibáját.

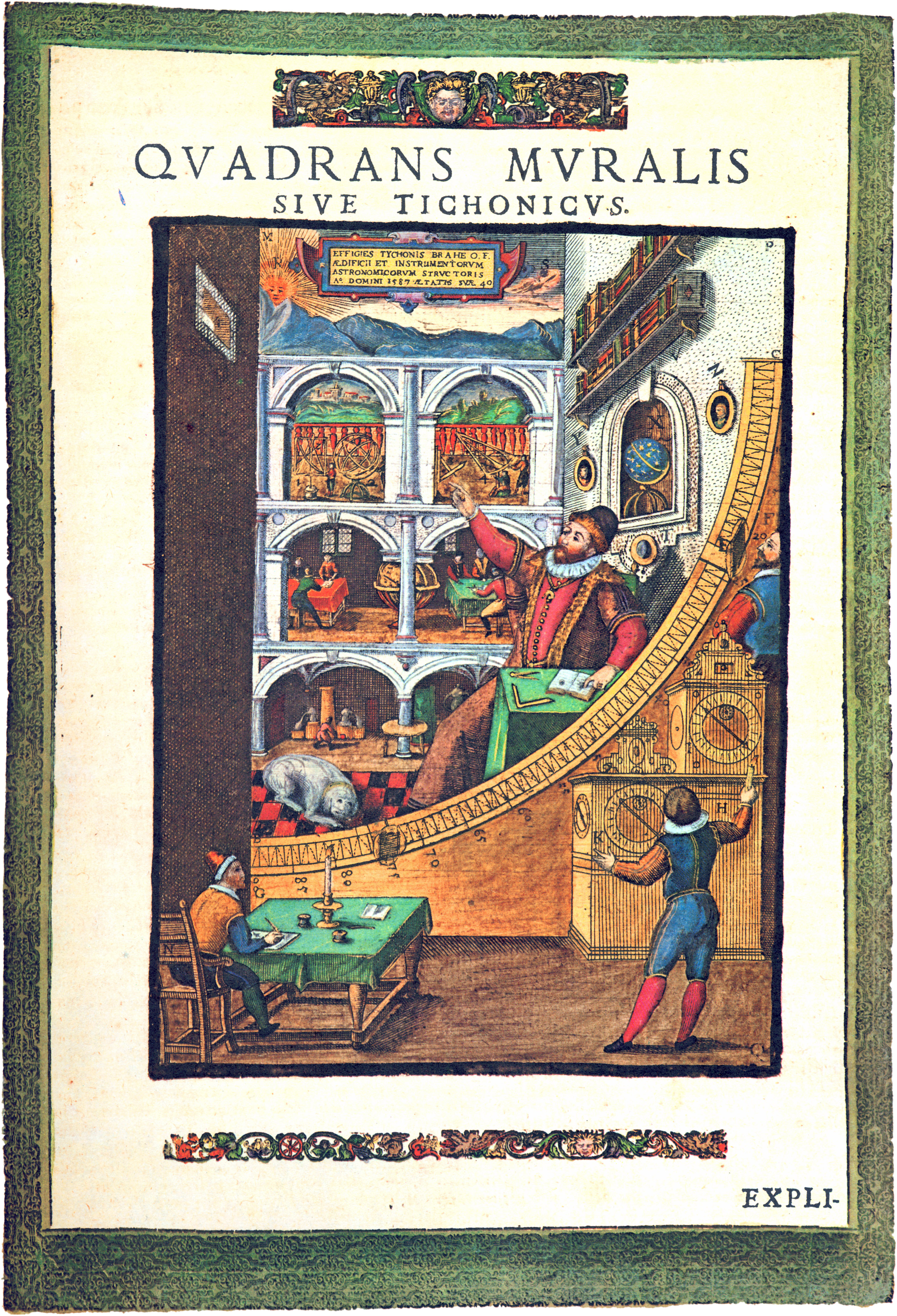
Tycho Brahe kvadránsa

A negyedkörív alakú kvadráns továbbfejlesztése a négyzet alakú mérőkvadrát (quadratum geometricum). Egy ilyen, fából készült, két méter oldalhosszú mérőkvadrátot ajándékozott Georg Peuerbach, a bécsi egyetem magisztere 1460-ban Vitéz János nagyváradi püspöknek (a későbbi esztergomi érseknek). Ez idő tájt a mérési hiba fő oka még mindig a körosztó műszerek, illetve gépek hiánya volt: a fokbeosztás ezen a fennmaradt műszeren is szabad szemmel láthatóan egyenetlen.
A középkorban a kvadráns Európában is szoba nagyságú, helyhez rögzített és pontosan vízszintezett, szoba nagyságú műszerré fejlődött. Tycho Brahe Uraniborgban hat méter átmérőjű kvadránsával tömegesen produkált két ívperc hibájú méréseket.
Egy időben nagy jelentősége volt a navigációban, de a kisebb (60°-os) nyílásszögű szextáns fokozatosan kiszorította. Az ókorban fél kvadránsnyi (45°-os) nyílásszögű oktánsokat is használtak.
Az É–D-i irányú falra rögzített (meridiánba állított), nagy kvadráns a passzázsműszer őse. A távcső feltalálása után a mérés pontosságát távcsöves irányzóval javították. Ilyen, falra rögzített kvadránst láthatunk az 1764–85-ben épített egri csillagvizsgáló toronyban (Specula) is: ezek a műszerek csak az éppen a délkörön áthaladó csillagok megfigyelését tették lehetővé.
A minden irányban forgatható kvadránsok a vízszintes és a függőleges szögek mérésére egyaránt alkalmasak voltak. A Sisson-féle, szállítható kvadránsokat a térképészek, földmérők is használták: ezek voltak a teodolitok elődei.

## Külső hivatkozások
- Bartha Lajos: Reneszánsz csillagászati műszerek Magyarországon
- A földi és égi koordináta-rendszerek
- Rezsabek Nándor: Az ég meghódítója: Ulug bég, a muszlim csillagász
- Magyar nagylexikon  XI. (Kir–Lem). Főszerk. Bárány Lászlóné. Budapest: Magyar Nagylexikon. 2000.   685. o. ISBN 963-9257-04-4